# Château de Saint-Denis-en-Bugey
Le château de Saint-Denis-en-Bugey est un ancien château fort, du XIIIe siècle, centre de la seigneurie de Saint-Denis puis de la baronnie de Saint-Denis-le-Chosson, qui se dresse sur la commune de Saint-Denis-en-Bugey dans le département de l'Ain, en région Auvergne-Rhône-Alpes et dont il ne subsiste essentiellement que le donjon carré restauré.
La tour fait l’objet d’un classement au titre des monuments historiques par arrêté du 26 mai 1899.

## Situation
Les vestiges du château de Saint-Denis-en-Bugey sont situés dans le département français de l'Ain sur la commune de Saint-Denis-en-Bugey, au sommet d'un coteau d'une colline alluviale, à 335 mètres d'altitude, contrôlant l'entrée de la cluse de l'Albarine, avec le château de Saint-Germain (Ain), empruntée par des commerçants et visée par la politique expansionniste des comtes de Savoie.

## Histoire
Il existait, dès la plus haute antiquité, un ouvrage fortifié sur la colline où se trouvent les restes du château. Près du château et sur plusieurs points de la commune, on a recueilli, à diverses époques, des médailles et des objets gallo-romains.[réf. nécessaire]
La présence d'un ancien château est attesté en 1032.[réf. nécessaire]
Pendant longtemps, les historiens ont considéré que l'édifice, du XIIe siècle, construit par les seigneurs de Coligny, comprenait cinq grosses bastides reliées par d’énormes remparts. Or, l'archéologie moderne a démontré qu'il s'agissait d'une modeste forteresse militaire, d'abord de terre et de bois au XIIIe siècle puis, à partir de 1326, d'une bâtie en pierre, constituée d'une unique tour carrée et d'une enceinte quadrangulaire.
Le monument a été restauré vers l'année 1905.

### Propriétaires de la forteresse

#### Avant le conflit delphino-savoyard
La forteresse de Pont de Chausson appartenait, avant le XIVe siècle, aux sires de Coligny, qui contrôlaient la vallée de l'Ain.

#### Pendant le conflit delphino-savoyard
La seigneurie de Saint-Denis (Pont-de-Chausson) était au début du XIVe siècle la possession des dauphins de Viennois, qui la tenaient très probablement des seigneurs de Coligny : en 1228, à la suite d'un mariage, Béatrice de Coligny apporte une partie du territoire de la seigneurie Pont-de-Chausson à Albert III de la Tour du Pin. Leur fils Humbert Ier, premier Dauphin de Viennois de la maison de la Tour du Pin, hérite, en 1282, de Pont de Chausson.
En 1323, à la mort du Comte Amédée V de Savoie , le régent du Dauphiné, Henri Dauphin , en profite pour débuter la construction d'une bâtie en haut du mont qui domine le village et le pont de Pont-de-Chausson. Cette bâtie permet également de surveiller la forteresse de Saint-Germain devenue savoyarde.
À la suite de la bataille de Varey, la bâtie est détruite, en 1325, par les troupes savoyardes du comte Édouard de Savoie. Elle sera reconstruite en 1326 par le Dauphin Guigues VIII de Viennois.
En 1335, le Traité de Chapareillan, signé entre Aymon de Savoie et Humbert II de Viennois, exige que l'Albarine soit la nouvelle frontière entre le Comté de Savoie et le Comté du Dauphiné. Le conflit perdure toutefois. En effet, en 1342, Humbert II de Viennois crée un bourg neuf au pied du promontoire, créant ainsi une rivalité économique avec la Savoie. C'est à cette date que le château de Rémens (actuellement à Château-Gaillard (Ain)) a été érigé pour surveiller Pont-de-Chausson. Les heurts sont alors fréquents de part et d'autre de l'Albarine.
En 1349, elle est aux mains du roi de France, à la suite de la cession du Dauphiné. Toutefois, le conflit perdure toujours : le capitaine du Dauphiné Hugues de Genève, ravage la campagne de la plaine de l'Ain en 1352. Le comte Amédée VI de Savoie interdit toutes représailles.
Le Roi Philippe VI, par le traité d'échange du 5 janvier 1355, la cède aux comtes de Savoie. Après le traité de Paris, qui met définitivement un terme au conflit delphino-savoyard en désignant le Rhône comme nouvelle frontière, la forteresse devenue savoyarde, est inféodée à une succession de vassaux. 

#### Après le conflit delphino-savoyard
Le 29 juillet 1358, le comte Vert, Amédée VI de Savoie l'inféode à Girard d'Estrées, chancelier de Savoie, qui la vend à Hugues, seigneur de Grammont, lequel la vend, le 3 mars 1375, à Pierre de Gerbais, seigneur de Châteauneuf en Valromey (Songieu). Le 7 août 1377, Pierre de Gerbais la rend au comte de Savoie, qui l'inféode de nouveau, à Étienne, bâtard de la Baume, chevalier décoré de l'Ordre du Collier, amiral et maréchal de Savoie et à ses enfants mâles, seulement. N'ayant eu que deux filles, une dame de Saleneuve et l'autre dame de Gerbais, la terre retourne à la maison de Savoie.
Alexandre de Saleneuve, après avoir fait résilier la vente consentie à Antoine de Cordon, écuyer, seigneur de Pluvy, premier baron de Saint-Denis, l’aliène, le 19 octobre 1544, à Charlotte d'Orléans, duchesse de Nemours, qui la cède le même jour, à André de Bignins, écuyer. Louise d'Inteville, veuve et héritière de ce dernier, la vend, le 4 février 1549, à Jacques de Savoie, duc de Nemours. Jacques de Savoie la revend, le 14 août 1555, à Nicolas du Pré, auquel succédèrent d'abord les de Bachod, seigneurs de la Verdatière, puis Claude de la Cou de Chenavel, abbé d'Ambronay.
Lancelot de Pougny, seigneur de Génissiat, l'acheta des héritiers de Claude de La Cou et la lègue à François d'Oncieu (famille d'Oncieu), son petit neveu, fils ainé de Janus d'Oncieu, chevalier, seigneur de Cognac, premier président au Sénat de Savoie, qui en reprend le fief en 1655 et devint baron de Saint-Denis. François-Antoine d'Oncieu l'aliène, le 7 juin 1747, en faveur de Claude Le Clerc, écuyer, seigneur de Nicudey, dont le fils en reprend le fief en 1777.
La baronnie de Saint-Denis-le-Chosson est dans la famille de Murat de Lestang, lors de la convocation des États-Généraux.

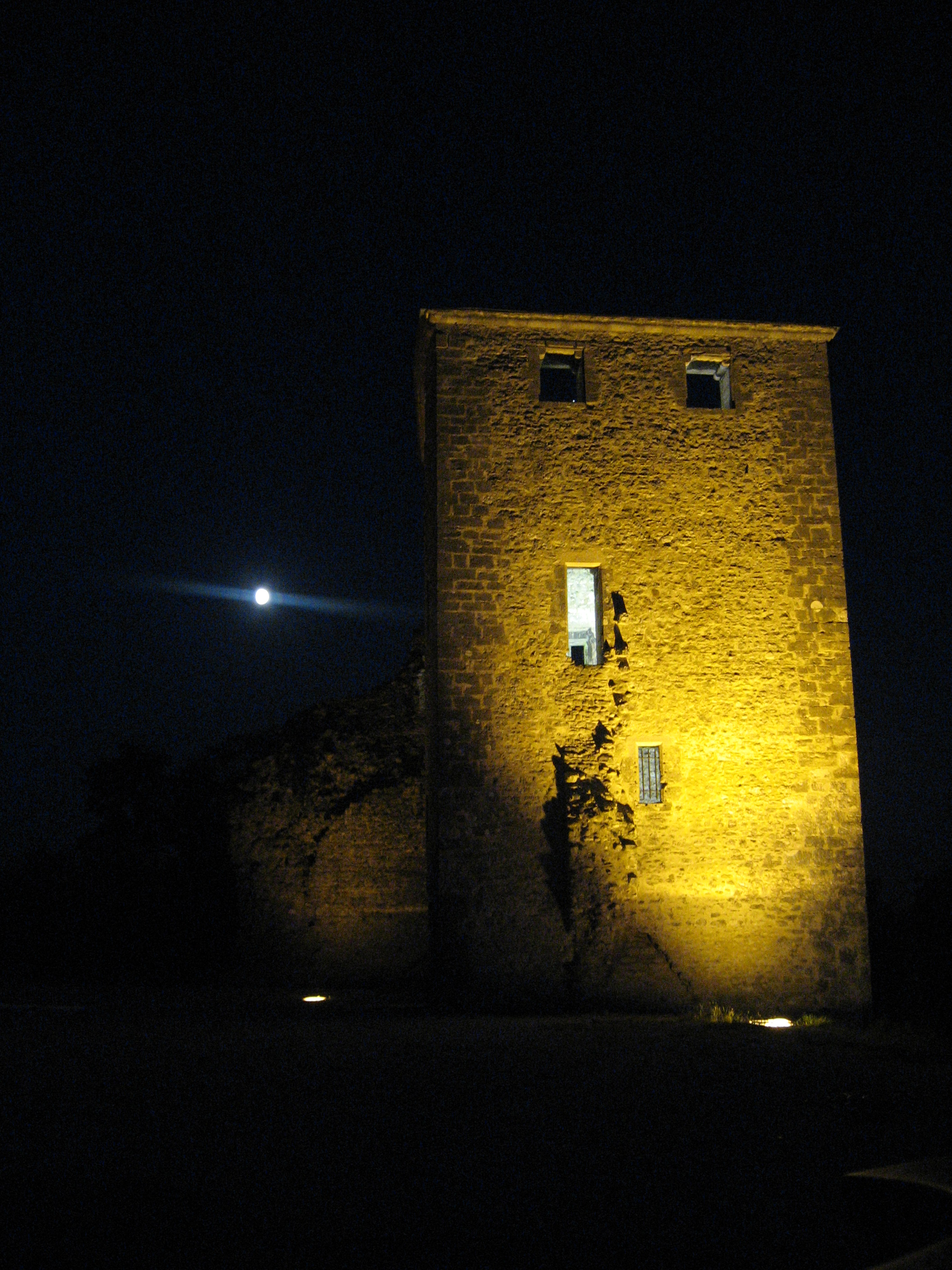
Tour de Saint-Denis-en-Bugey éclairée la nuit.

## Description

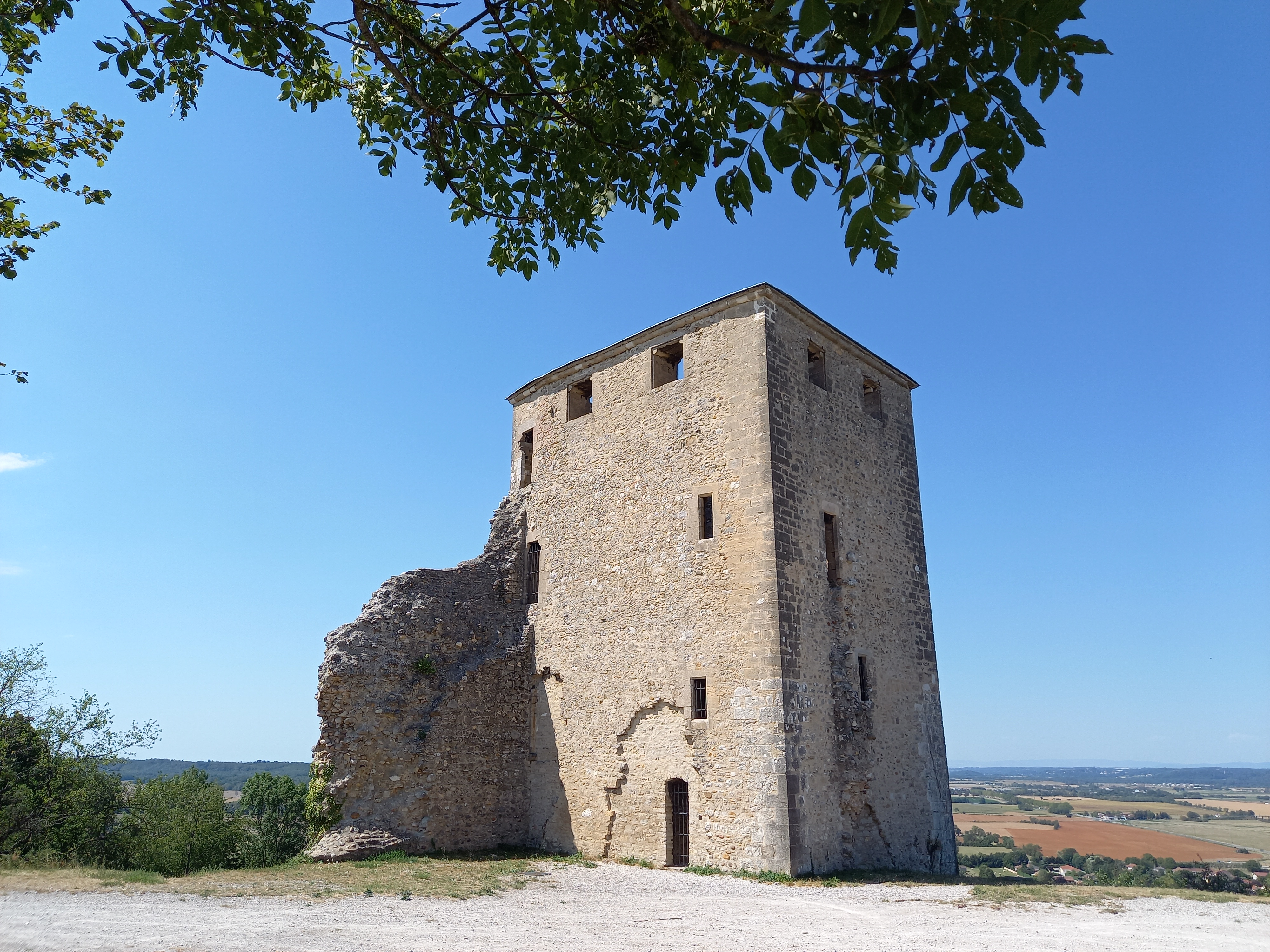
Tour en pierre de Saint-Denis-en-Bugey (vue nord-est), vestige de la bâtie de Chausson, construite en 1326 par le dauphin Guigues VIII de Viennois, dans un contexte de conflit delphino-savoyard.

Il ne reste qu'une tour du château, qui fut ruiné par les troupes de Biron, vers 1600, lors de la conquête de la Bresse et du Bugey.

### Analyse du site
La tour possèderait trois étages. Une disposition très classique dans l'architecture des donjons du XIVe siècle. Une maquette, présente au château des Allymes, réalisée par l'association des Amis de Saint-Germain et son château, montre les différentes fonctions de ces salles : le larderius au rez-de-chaussée, une pièce borgne où l'on stockait les denrées alimentaires, la magna aula, au deuxième étage, où le seigneur assoit son pouvoir, et la camera au dernier étage où vivait le seigneur de la construction militaire.
La porte au rez-de-chaussée est donc postérieure à la construction de la bâtie en pierre de 1326.
Deux courtines partent de la tour mais une seule d'entre elles part au milieu d'un des côtés de la tour.
Cette disposition rappelle celle du château des Allymes, une bâtie modeste avec la même fonction d'avant-poste, construite également au XIVe siècle, et suggère une entrée de la forteresse côté ouest. Cela permettait aux ennemis de se présenter au pied de la tour, sur une pente très raide, en utilisant le principe d'adextrement.
On peut apercevoir les portes d'accès au chemin de ronde au deuxième étage de la tour. Ce chemin de ronde devait épouser le relief et constituer, à l'instar des bâties alentour (bâtie des Allymes, bâtie de Luisandre), un quadrilatère ceinturant une haute-cour.
La tour devait posséder à son sommet, non pas un toit avec une charpente, mais une terrasse avec un engin de jet de type bricole (arme),.

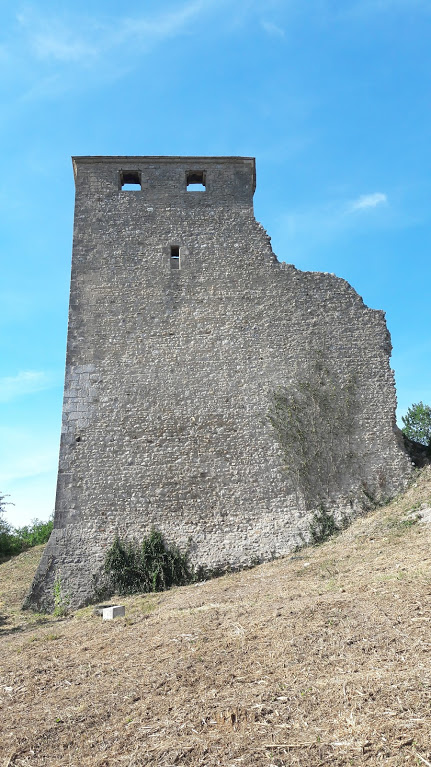
Tour en pierre de Saint-Denis-en-Bugey (vue Sud), vestige de la bâtie de Chausson, construite en 1326 par le Dauphin Guigues VIII de Viennois, dans un contexte de conflit delphino-savoyard.

On distingue, à l'instar du donjon du château des Allymes, au sommet de l'édifice, deux fenêtres, sur chaque face de la tour, pourvues autrefois de volets en bois, derrière lesquels les soldats devaient protéger la forteresse à l'aide d'arbalète.

## Manifestations culturelles
Un sentier historique, avec des bornes pédagogiques en pierre, permet de découvrir l'histoire du site.

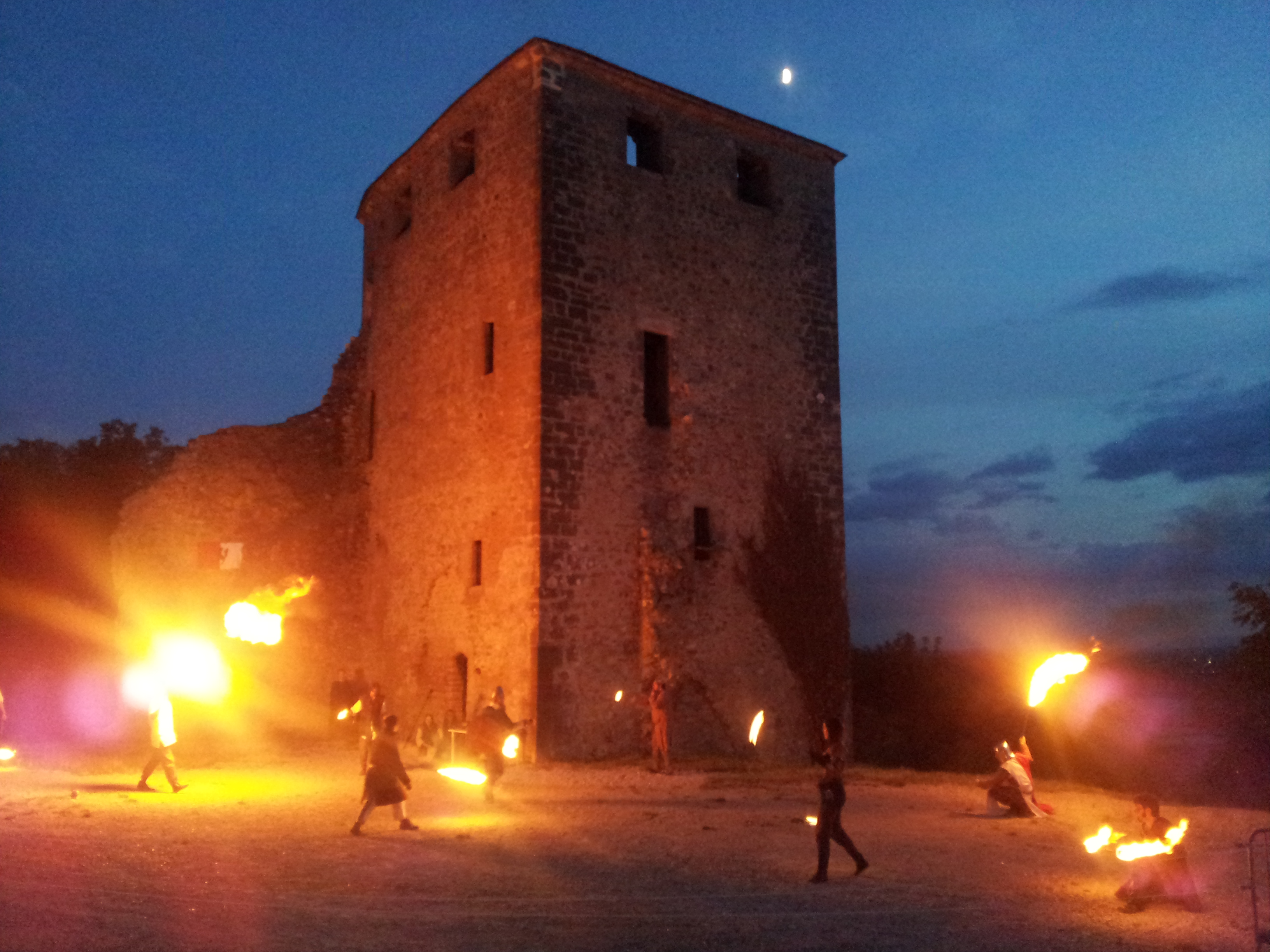
fête de la tour en juillet 2014.

Des spectacles son et lumières, faisant parfois intervenir une troupe médiévale, ont déjà été organisés, lors de fête de la tour début juillet.

## Iconographie
La tour du château de Saint-Denis-en-Bugey est représentée sur une des cinq fresques conservées au château de la Tour-des-Échelles. L'une d'elles, restaurées, nous montre notamment la tour des Échelles à l'intérieur d'une perspective alignant la tour de Saint-Denis et les châteaux de Saint-Germain et des Allymes.

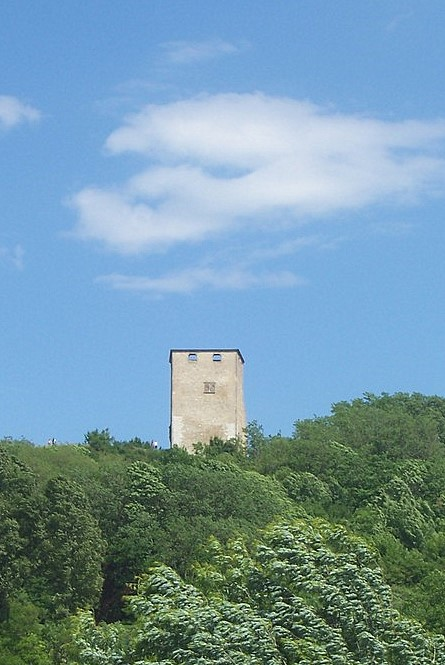
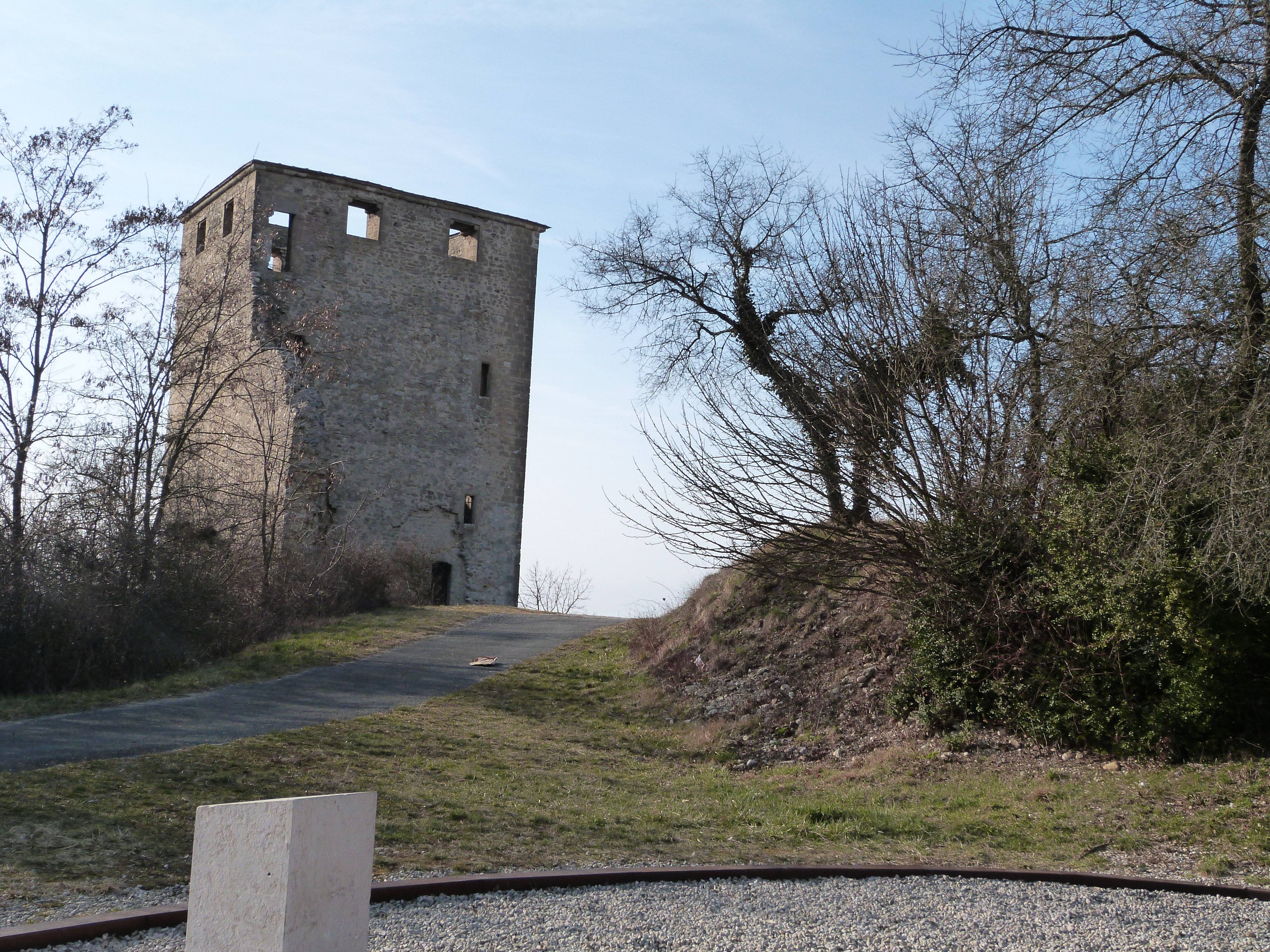